# Cable de categoría 6

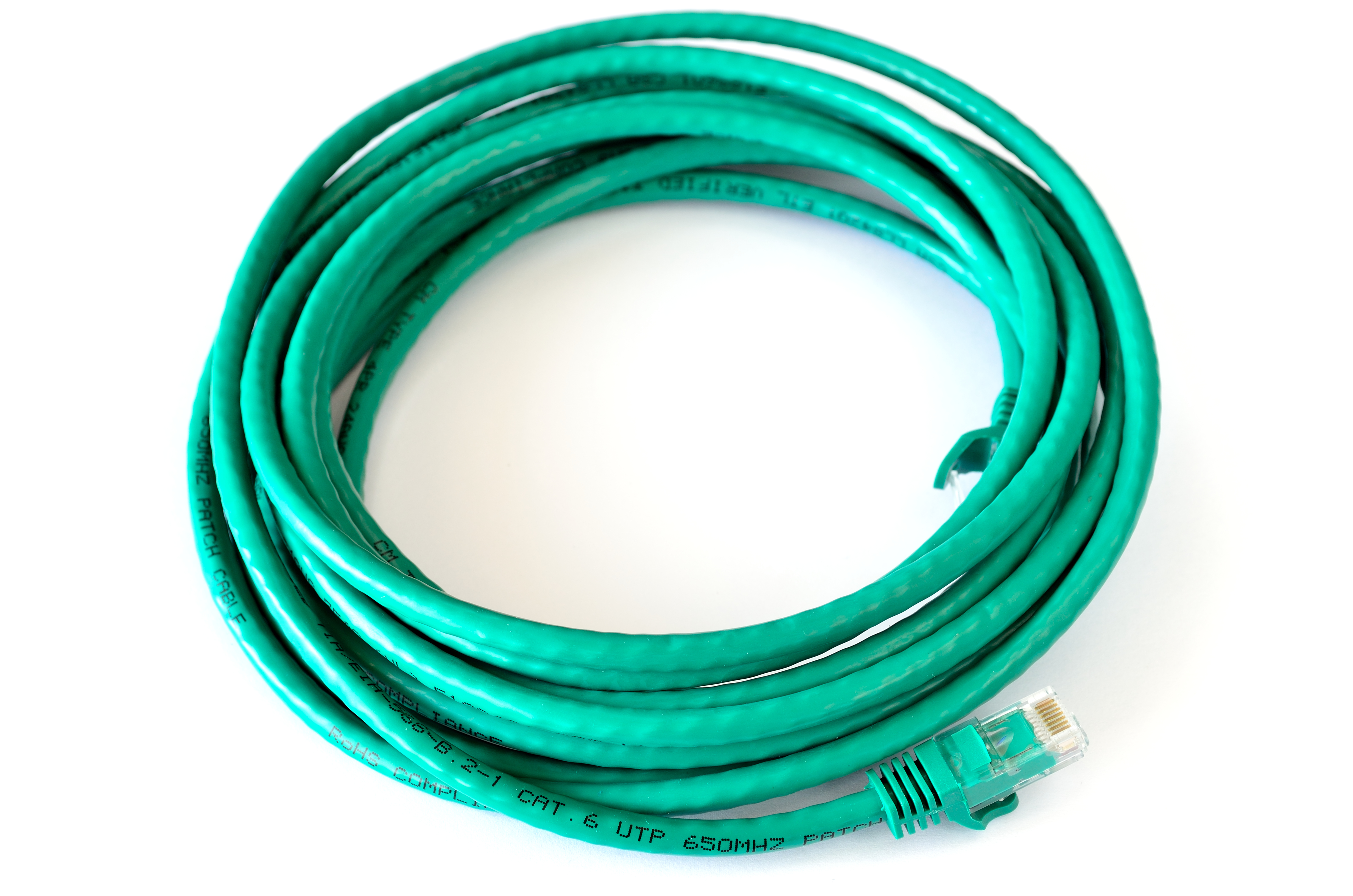
Cable Cat 6

El cable de categoría 6 o Cat 6 (ANSI/TIA/EIA-568-B.2-1) es un estándar de cables para Gigabit Ethernet (y otros protocolos de la capa física de redes) que es retrocompatible con los estándares de categoría 5/5e y categoría 3. La categoría 6 posee características de onda y especificaciones para evitar la diafonía (o crosstalk) y el ruido. El estándar de cable se utiliza para 10BASE-T, 100BASE-TX y 1000BASE-TX (Gigabit Ethernet). Alcanza frecuencias de hasta 250 MHz en cada par y una velocidad de 1 Gbps. La conexión de los pines para el conector RJ45 que en principio tiene mejor inmunidad a interferencia arriba de 100Mbps es el T568A.

## Composición del cable
El cable contiene 4 pares de cable de cobre trenzado, al igual que estándares de cables de cobre anteriores. Aunque la categoría 6 está a veces hecha con cable 23 AWG, esto no es obligatorio; la especificación ANSI/TIA-568-B.2-1 aclara que el cable puede estar hecho entre 22 y 24 AWG, mientras que el cable cumpla todos los estándares de control indicados. Cuando es usado como cable patch, Cat-6 acaba normalmente en conectores RJ-45, a pesar de que algunos cables Cat-6 son incómodos para terminar de tal manera sin piezas modulares especiales y esta práctica no cumple con el estándar.
Si los componentes de los varios estándares de cables son mezclados entre sí, el rendimiento de la señal quedará limitada a la categoría que todas las partes cumplan. Como todos los cables definidos por TIA/EIA-568-B, el máximo de un cable Cat-6 horizontal es de 90 metros. Un canal completo (cable horizontal más cada final) se permite que llegue a los 100 metros en extensión.
Los cables utp Cat-6 comerciales para redes LAN, se construyen eléctricamente para exceder la recomendación del grupo de tareas de la IEEE, que está trabajando desde antes de 1997.
En la categoría 6, el cableado para trabajar en redes sobre 250 MHz, los valores propuestos que se deben cumplir son:
| frecuencia (MHz) | PS Atenuación (dB) | pr-pr NEXT (dB) | PS NEXT (dB) | pr-pr ELFEXT (dB) | PS ELFEXT (dB) | Pérdida retorno (dB) | Retraso Fase (ns) | Retraso Torc. (ns) |
| ---------------- | ------------------ | --------------- | ------------ | ----------------- | -------------- | -------------------- | ----------------- | ------------------ |
| 1                | 2,2                | 72,7            | 70,3         | 63,2              | 60,2           | 19,0                 | 580,0             | 50,0               |
| 4                | 4,2                | 63,0            | 60,5         | 51,2              | 48,2           | 19,0                 | 563,0             | 50,0               |
| 10               | 6,5                | 56,6            | 54,0         | 43,2              | 40,2           | 19,0                 | 556,8             | 50,0               |
| 16               | 8,3                | 53,2            | 50,6         | 39,1              | 36,1           | 19,0                 | 554,5             | 50,0               |
| 20               | 9,3                | 51,6            | 49,0         | 37,2              | 34,2           | 19,0                 | 553,6             | 50,0               |
| 31,25            | 11,7               | 48,4            | 45,7         | 33,3              | 30,3           | 17,1                 | 552,1             | 50,0               |
| 62,5             | 16,9               | 43,4            | 40,6         | 27,3              | 24,3           | 14,1                 | 550,3             | 50,0               |
| 100              | 21,7               | 39,9            | 37,1         | 23,2              | 20,2           | 12,0                 | 549,4             | 50,0               |
| 125              | 24,5               | 38,3            | 35,4         | 21,3              | 18,3           | 11,0                 | 549,0             | 50,0               |
| 155,52           | 27,6               | 36,7            | 33,8         | 19,4              | 16,4           | 10,1                 | 548,7             | 50,0               |
| 175              | 29,5               | 35,8            | 32,9         | 18,4              | 15,4           | 9,6                  | 548,6             | 50,0               |
| 200              | 31,7               | 34,8            | 31,9         | 18,4              | 15,4           | 9,0                  | 548,4             | 50,0               |
| 250              | 36,0               | 33,1            | 30,2         | 17,2              | 14,2           | 8,0                  | 548,2             | 50,0               |

| Patilla | T568A Par | T568B Par | Cable | T568A Color          | T568B Color          | Patillas en la cara del conector (el terminal se invierte) |
| ------- | --------- | --------- | ----- | -------------------- | -------------------- | ---------------------------------------------------------- |
| 1       | 3         | 2         | tip   | blanco/línea verde   | blanco/línea naranja |                                                            |
| 2       | 3         | 2         | ring  | verde                | naranja              |                                                            |
| 3       | 2         | 3         | tip   | blanco/línea naranja | blanco/línea verde   |                                                            |
| 4       | 1         | 1         | ring  | azul                 | azul                 |                                                            |
| 5       | 1         | 1         | tip   | blanco/línea azul    | blanco/línea azul    |                                                            |
| 6       | 2         | 3         | ring  | naranja              | verde                |                                                            |
| 7       | 4         | 4         | tip   | blanco/línea marrón  | blanco/línea marrón  |                                                            |
| 8       | 4         | 4         | ring  | marrón               | marrón               |                                                            |

Nota:  Esto es de izquierda a derecha, con la lengüeta de plástico de enganche enfrente lejos del espectador.

## Categoría 6A

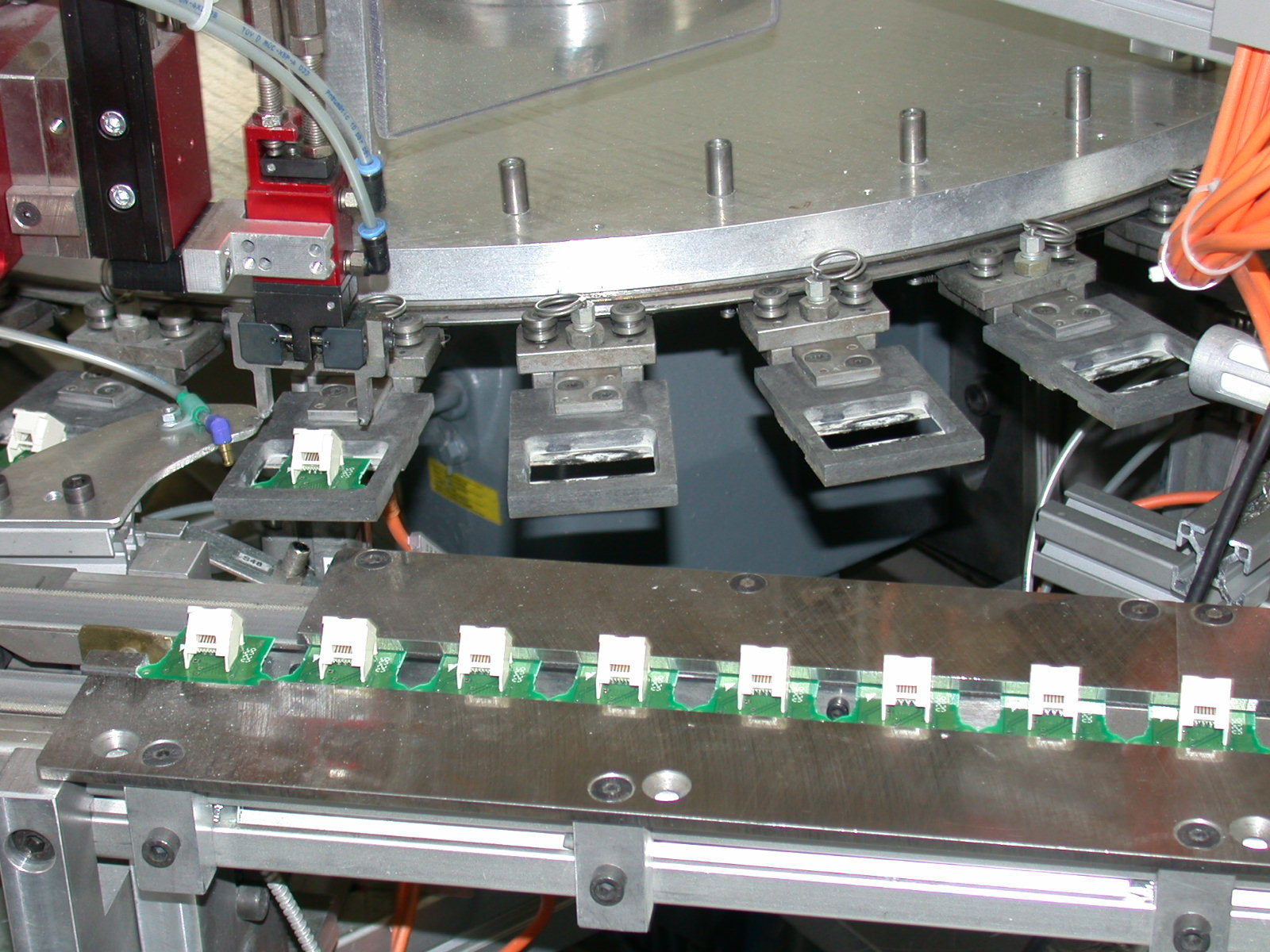
Línea de montaje especial para la producción de zócalos Cat 6(Ethernet).

La TIA aprobó una nueva especificación estándar de rendimiento mejorados para sistemas con cables trenzados no blindado (unshielded). y cables trenzados blindados (foiled). La especificación ANSI/TIA/EIA-568-B.2-10 indica sistemas de cables llamados Categoría 6 Aumentada o más frecuentemente "Categoría 6A", que operan a frecuencias de hasta 500 MHz (tanto para cables no blindados como cables blindados) y proveen transferencias de hasta 10 Gbit/s (10GBASE-T). La nueva especificación mitiga los efectos de la diafonía o crosstalk. Soporta una distancia máxima de 100 metros (328 pies). En el cable blindado la diafonía externa (crosstalk) es virtualmente cero.

## Longitud máxima
Cuando se utiliza para 10/100/1000 BASE-T, la longitud máxima permitida de un cable Cat 6 es de 100 metros. Consiste en 90 metros de sólido "horizontal" cableado entre el panel de conexiones y la toma de pared, además de 10 metros de cable de conexión trenzado entre cada cat6 y el dispositivo conectado.
Cuando se usa para 10GBASE-T, la longitud máxima del cable es 56 metros en un entorno de disfonía favorable, pero solo 37 metros en un entorno hostil con diafonía extraña, como por ejemplo cuando se instalan varios cables juntos. Sin embargo, debido a que los efectos de disfonía en condiciones reales en los cables son difíciles de determinar antes de la instalación, se recomienda que todos los cables Cat6 que se utilizan para 10GBASE-T se prueben eléctricamente una vez instalados. Con sus características mejoradas, Cat6A no tiene esta limitación y se puede ejecutar 10GBASE-T en 100 metros sin la prueba electrónica.

## Advertencias de instalación
Los cables categoría 6 y 6A deben estar correctamente instalados y terminados para cumplir con las especificaciones. El cable no debe estar retorcido o doblado demasiado fuerte el radio de curvatura debe ser de al menos cuatro veces el diámetro exterior del cable. Los pares de cables deben estar sin torsión y la cubierta exterior no debe ser despojado de más de 12,5 mm.
Todos los cables blindados deben estar conectados a tierra para garantizar la seguridad y eficacia del sistema. Es imprescindible usar conectores metálicos que contacten con el hilo de la toma de tierra, en ambos extremos del cable. Tener una conexión a tierra en ambos extremos del cable puede crear un bucle de corriente, esto ocurre cuando los potenciales en cada uno de los extremos son diferentes en un instante de tiempo; el resultado de este fenómeno son corrientes no deseadas en el blindaje que pueden inducir ruido en la señal transportada por el cable.
Cada uno de los 8 hilos puede estar formado por un único hilo grueso (cable unifilar) o por varios hilos más finos (multifilar). El cable unifilar es adecuado para distancias de hasta 100 metros, mientras que el alcance del multifilar es considerablemente menor, pudiéndose llegar solo a 15 o 20 metros.[cita requerida]